# U-Bahnhof Kolumbusplatz
Der U-Bahnhof Kolumbusplatz ist ein Bahnhof der U-Bahn München auf der Strecke der Linien U1 und U2, sowie der Verstärkungslinie U7, die nur in der Hauptverkehrszeit fährt.
Außergewöhnlich sind die drei Gleise: Auf einem Gleis an einem Seitenbahnsteig verkehren die stadtauswärts fahrenden Züge beider Linien. Sie werden erst nach dem Bahnhof auf getrennten Gleisen zu ihren Endstationen Mangfallplatz  bzw. Messestadt Ost geführt. Die von dort kommenden Züge haben aber im Bahnhof an einem Mittelbahnsteig  noch getrennte Gleise. Die Zusammenführung auf ein Gleis stadteinwärts erfolgt erst im Tunnel  nach dem Bahnhof, so dass bei Verzögerungen eventuelles  Anhalten dort vermieden werden kann. Die Haltezeit im Bahnhof kann in solchen Fällen verlängert werden. Mit den U-Bahnhöfen Implerstr. und Max-Weber-Platz hat das Münchner U-Bahn-Netz zwei weitere Bahnhöfe mit der eben beschriebenen Gleisanordnung.

## Lage
Der U-Bahnhof befindet sich im Münchner Stadtteil Au unterhalb der Kolumbusstraße rechts der Isar und verläuft in nord-südlicher Richtung. Sein Südende am Kolumbusplatz liegt direkt nördlich der Bahnstrecke München–Rosenheim.
Der Kolumbusplatz und die Kolumbusstraße sind nach Christopher Kolumbus, dem Entdecker Amerikas, benannt.

## Geschichte
Der dreigleisige U-Bahnhof wurde am 18. Oktober 1980 eröffnet und dient als südlicher Verzweigungsbahnhof der U-Bahnlinien U1 und U2, die sich hier trennen bzw. wieder aufeinandertreffen. Erst als 1997 der südliche Abschnitt der U1 eröffnet wurde, konnte auch das dritte Gleis in Betrieb genommen werden, das aber schon beim Bau des Bahnhofs für diesen Zweck verwirklicht wurde.
Bei einer Weiche am Kolumbusplatz wird eine Sonderkonstruktion aus Spezialteilen verwendet. Wegen einer beschädigten Weichen-Führungsschiene konnte die U1 im Juni 2016 etwa zwei Wochen lang die Teilstrecke zwischen Sendlinger Tor und Kolumbusplatz nicht befahren, da derartige Teile nicht als Ersatzteile auf Lager gehalten, sondern beim Weichenhersteller speziell in Auftrag gegeben werden.

## Verkehr
| Linie | Linienverlauf |
| ----- | --- |
| U1    | Olympia-Einkaufszentrum – (625 m) – Georg-Brauchle-Ring – (788 m) – Westfriedhof – (830 m) – Gern – (1007 m) – Rotkreuzplatz – (1102 m) – Maillingerstraße – (878 m) – Stiglmaierplatz – (1071 m) – Hauptbahnhof – (905 m) – Sendlinger Tor – (746 m) – Fraunhoferstraße – (1116 m) – Kolumbusplatz – (898 m) – Candidplatz – (692 m) – Wettersteinplatz – (585 m) – St.-Quirin-Platz – (923 m) – Mangfallplatz |
| U2    | Feldmoching – (1065 m) – Hasenbergl – (631 m) – Dülferstraße – (1112 m) – Harthof – (962 m) – Am Hart – (1010 m) – Frankfurter Ring – (657 m) – Milbertshofen – (1094 m) – Scheidplatz – (1103 m) – Hohenzollernplatz – (756 m) – Josephsplatz – (513 m) – Theresienstraße – (730 m) – Königsplatz – (583 m) – Hauptbahnhof – (905 m) – Sendlinger Tor – (746 m) – Fraunhoferstraße – (1116 m) – Kolumbusplatz – (711 m) – Silberhornstraße – (553 m) – Untersbergstraße – (654 m) – Giesing – (1280 m) – Karl-Preis-Platz – (868 m) – Innsbrucker Ring – (1576 m) – Josephsburg – (978 m) – Kreillerstraße – (1207 m) – Trudering – (959 m) – Moosfeld – (1683 m) – Messestadt West – (925 m) – Messestadt Ost |
| U7    | Olympia-Einkaufszentrum – (625 m) – Georg-Brauchle-Ring – (788 m) – Westfriedhof – (830 m) – Gern – (1007 m) – Rotkreuzplatz – (1102 m) – Maillingerstraße – (878 m) – Stiglmaierplatz – (1071 m) – Hauptbahnhof – (905 m) – Sendlinger Tor – (746 m) – Fraunhoferstraße – (1116 m) – Kolumbusplatz – (711 m) – Silberhornstraße – (553 m) – Untersbergstraße – (654 m) – Giesing – (1280 m) – Karl-Preis-Platz – (868 m) – Innsbrucker Ring – (982 m) – Michaelibad – (1708 m) – Quiddestraße – (778 m) – Neuperlach Zentrum |
| U8    | nur samstags: Olympiazentrum – (944 m) – Petuelring – (832 m) – Scheidplatz – (1103 m) – Hohenzollernplatz – (756 m) – Josephsplatz – (513 m) – Theresienstraße – (730 m) – Königsplatz – (583 m) – Hauptbahnhof – (905 m) – Sendlinger Tor – (746 m) – Fraunhoferstraße – (1116 m) – Kolumbusplatz – (711 m) – Silberhornstraße – (553 m) – Untersbergstraße – (654 m) – Giesing – (1280 m) – Karl-Preis-Platz – (868 m) – Innsbrucker Ring – (982 m) – Michaelibad – (1708 m) – Quiddestraße – (778 m) – Neuperlach Zentrum |

## Gestaltung

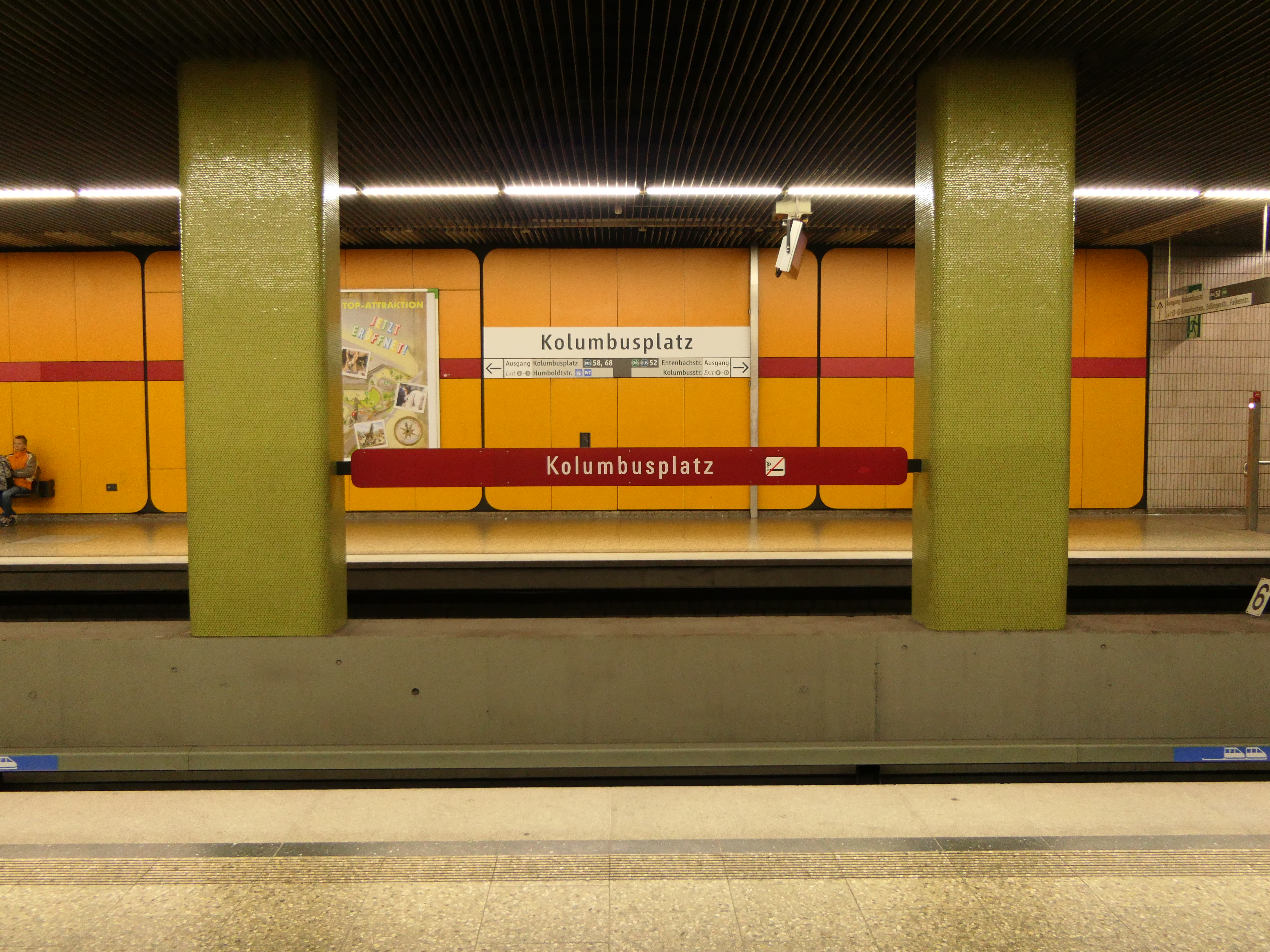

Der U-Bahnhof Kolumbusplatz folgt in seinem Erscheinungsbild einer gestalterischen Gesamtlinie, die das städtische U-Bahn-Referat für die Planung der 1980 eröffneten Bahnhöfe der U-Bahnlinien U8 (heute: U2) und U1 entwickelte.
An den Wänden der Bahnsteighalle finden sich orange Wandpaneele aus Eternitplatten, deren Ecken abgerundet sind. Die Säulen wurden mit grünen Mosaikfliesen verkleidet. Der Boden wurde mit Isarkiesel-Kunststeinen bestückt, die Deckenverblendung erfolgte mit Aluminium-Lamellen. Die Beleuchtung erfolgt über drei durchgehende Lichtbänder an der Bahnhofsdecke. Die Möblierung erfolgte in der Linienfarbe der U2 (damals noch U8) in Karminrot.
Beide Bahnsteige wurden 1987 nachträglich mit Aufzügen zur Oberfläche ausgestattet, deren Aufzugsschächte innen mit Wandbemalungen verziert wurden.

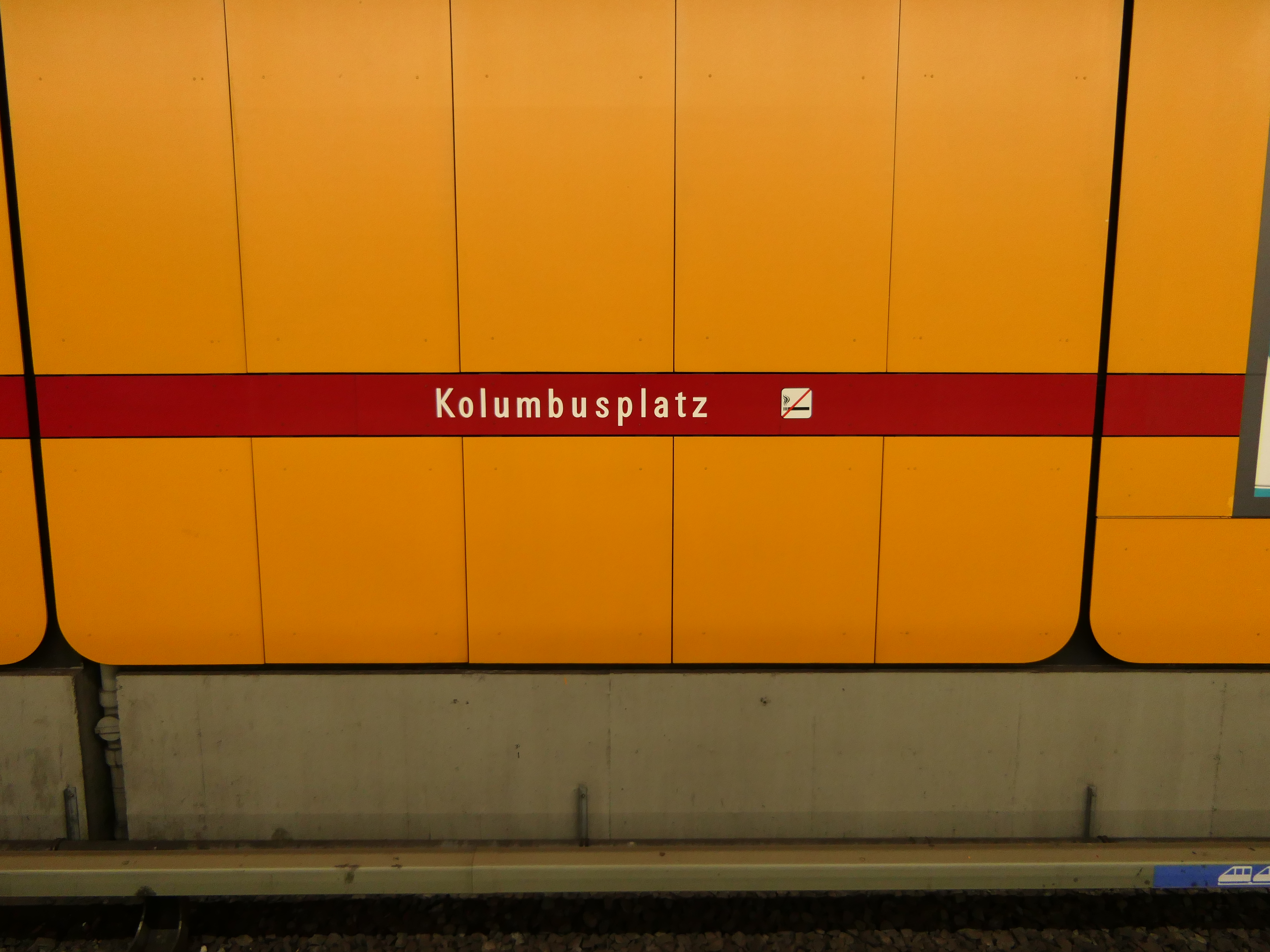
Stationsname an den Bahnsteigwänden
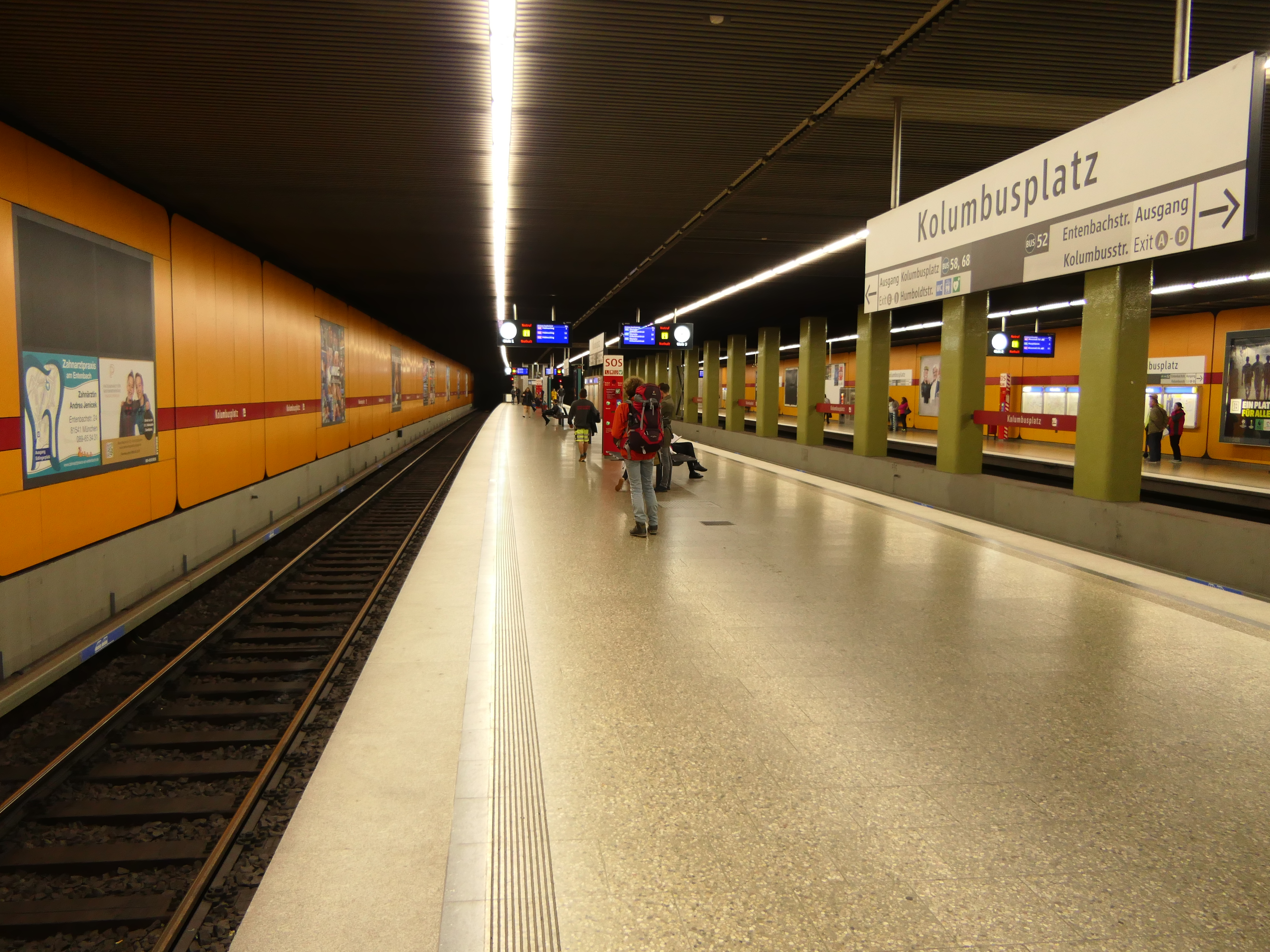
Bahnsteigebene (Gleis 1)
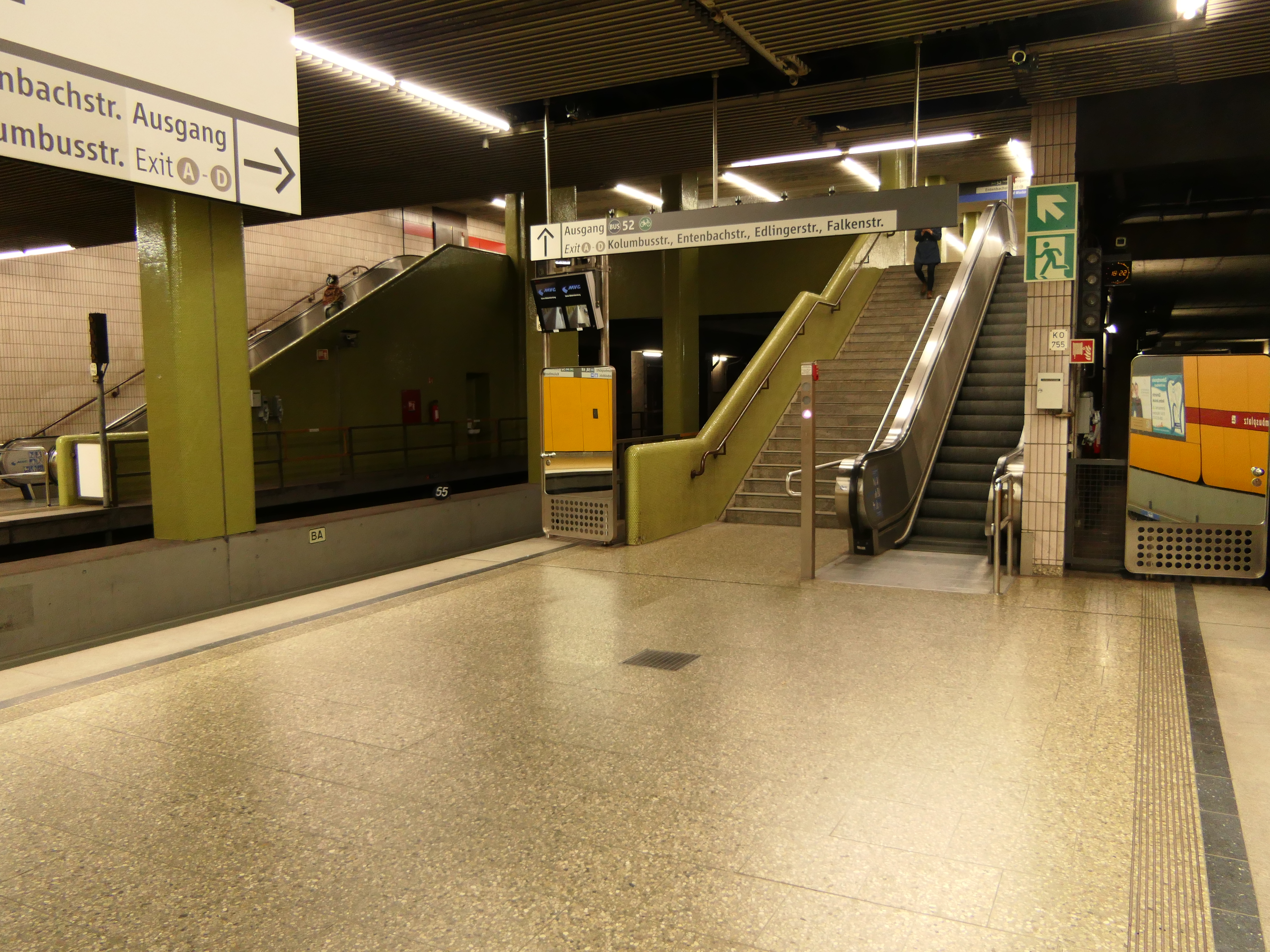
Aufgang von der Bahnsteigebene zur Verteilerebene
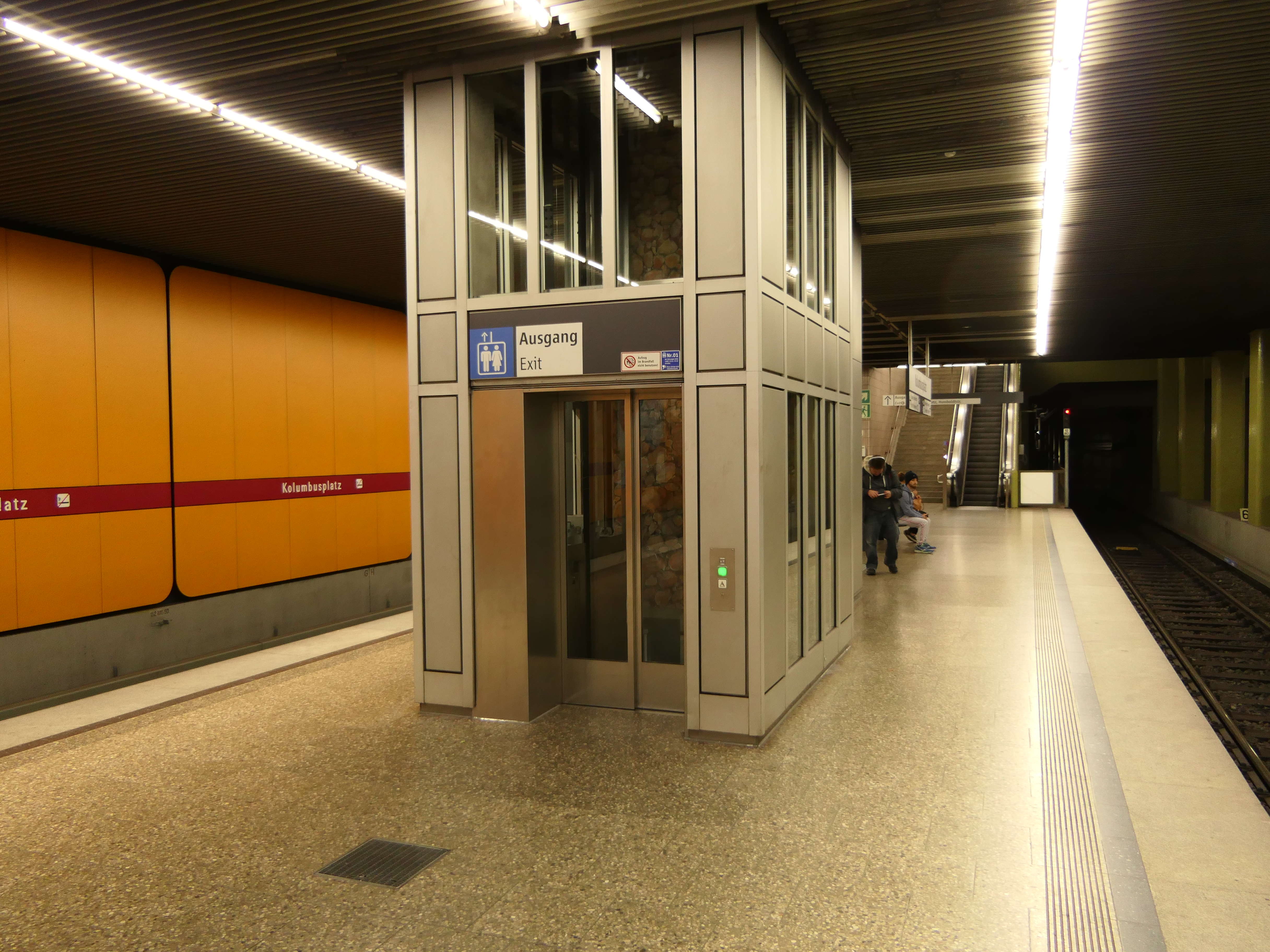
Aufzug auf der Bahnsteigebene
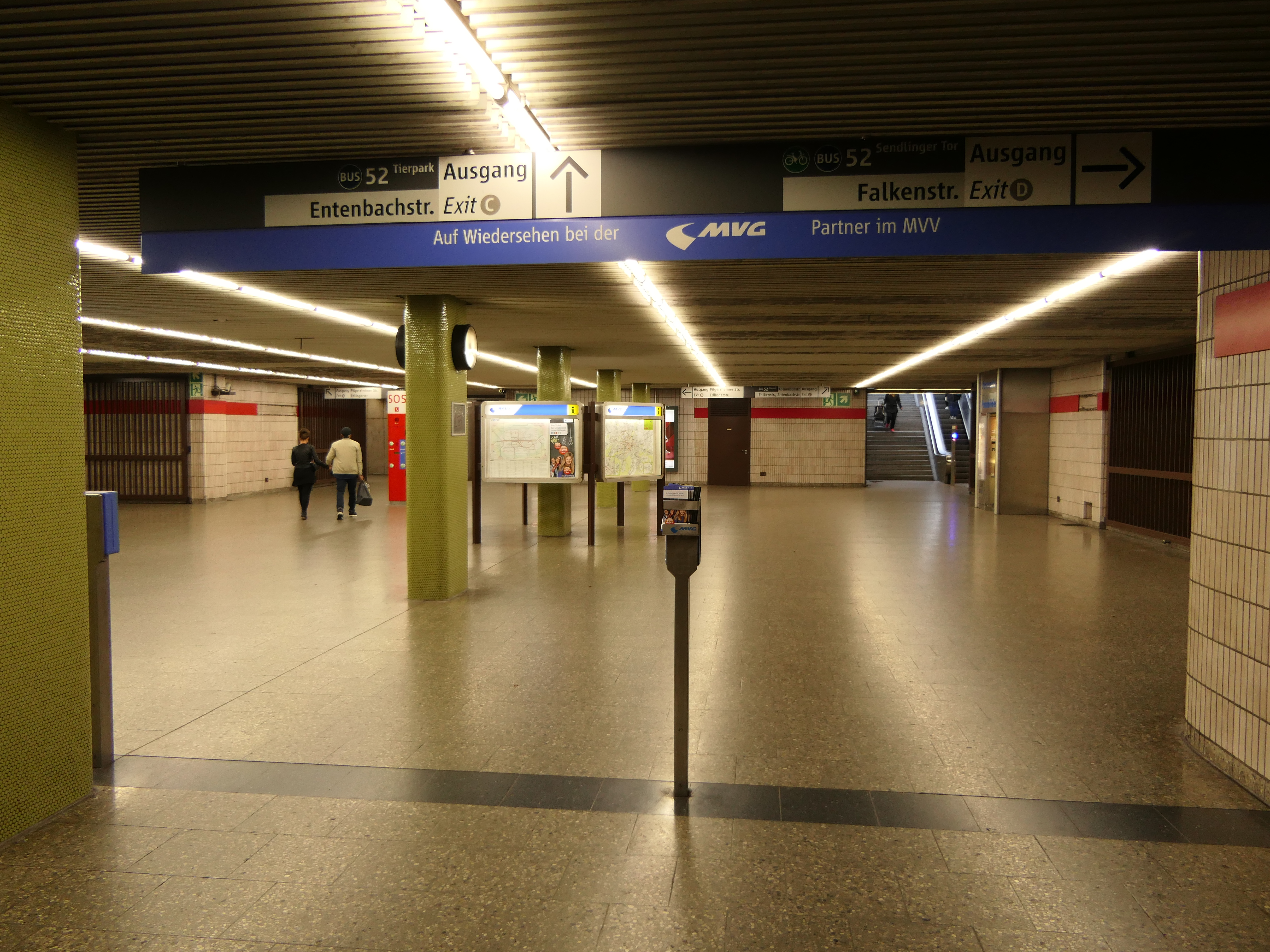
Verteilerebene
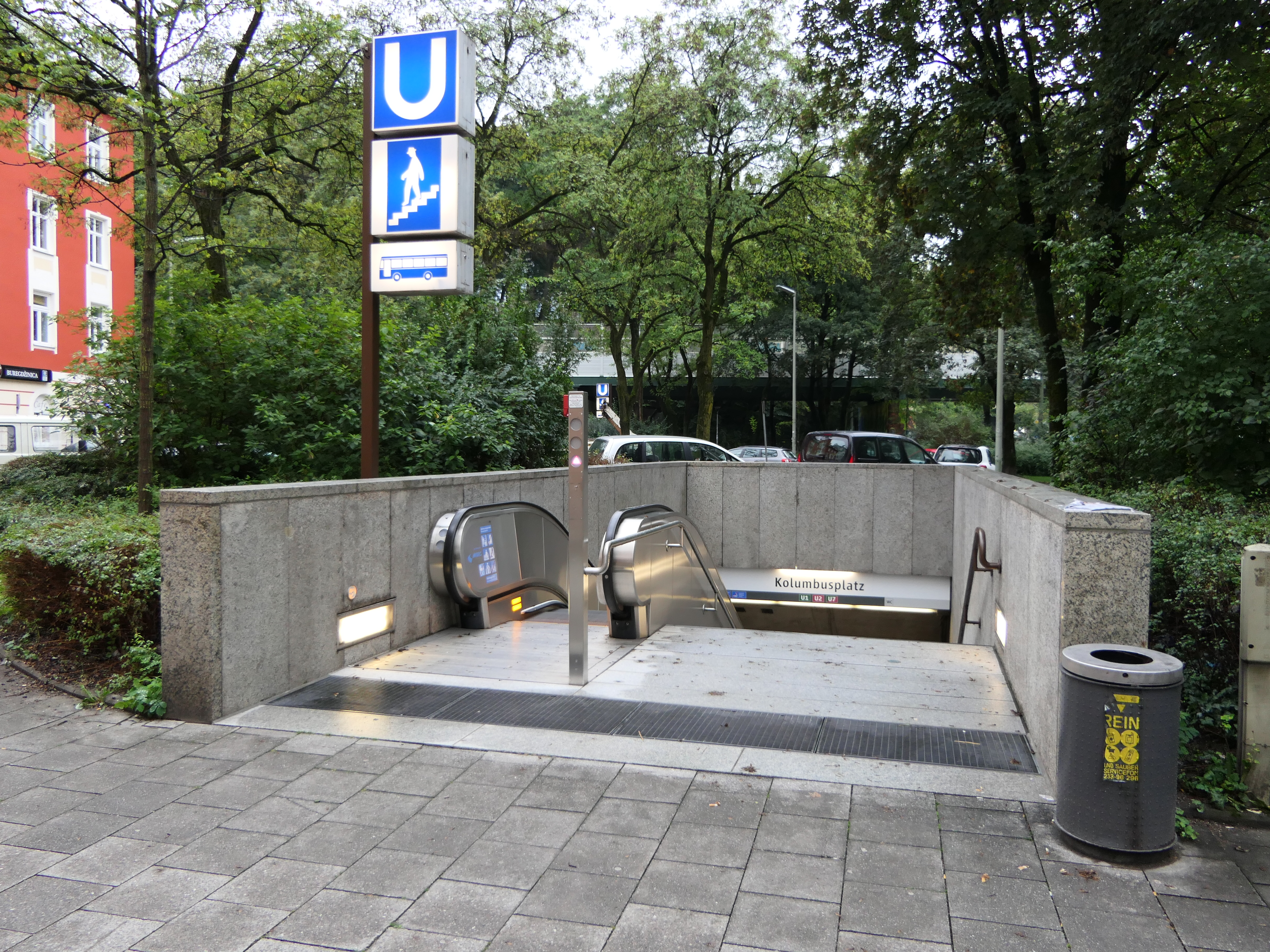
Zugang an der Oberfläche